# Trois chansons (Ravel)
Les Trois chansons sont une œuvre de Maurice Ravel pour chœur a cappella. Achevées en 1915, éditées par Durand en 1916, elles furent créées le 8 mai 1917, interprétées par un ensemble choral réuni par Jane Bathori et Pierre-Émile Engel sous la direction de Louis Aubert, à la Salle des Agriculteurs.
L'œuvre porte la référence M.69, dans le catalogue des œuvres du compositeur établi par le musicologue Marcel Marnat.

## Circonstances et composition
C'est la seule composition de Ravel pour chœur a cappella, commencée en décembre 1914, alors qu'il est à Paris « cherchant à se faire incorporer », écrivant lui-même les trois textes dans l'esprit de comptines populaires. Le texte rappelant l'atmosphère de la Renaissance est accompagné d'une musique également archaïsante avec des cadences plagales et des tournures anciennes.

## Création
La création des Trois chansons date irréfutablement du 8 mai 1917, par un ensemble choral réuni par Jane Bathori et son époux Émile Engel sous la direction de Louis Aubert, à la Salle des Agriculteurs, au 41e concert de la Société musicale indépendante (SMI),,.
Une erreur répandue est que la création daterait du 11 octobre 1917, avec les mêmes interprètes, un ensemble choral réuni par Jane Bathori et Émile Engel sous la direction de Louis Aubert, au Théâtre du Vieux-Colombier,,. Selon Jane Bathori, cette audition daterait du jour où Jacques Copeau partit pour New York pour deux ans avec la troupe du Théâtre du Vieux-Colombier. Avant cette date de création erronée, il y eut même deux auditions privées des Trois chansons, toujours par un ensemble choral réuni par Jane Bathori et Émile Engel sous la direction de Louis Aubert : le 13 mai 1917 au domicile de Monsieur et Madame Louis Gélis-Didot, le 25 septembre 1917 au Salon d'Hercule du Château de Versailles,.
Du 3 juin 1917 date la première audition des Trois chansons, dans leur version réduite pour voix et piano, par Lucy Vuillemin à la Comédie des Champs-Élysées, dans le cadre des concerts Art et Liberté,.

## Textes et analyse
I. Nicolette
En la mineur, dédiée à Tristan Klingsor, ce n'est « …assurément pas une chanson triste, encore qu'elle soit un rien cynique… le « thème » est suivi de trois « variations » — celle du Loup, celle du Page, gracieuse et aérienne, et celle du riche Barbon ». Dans les trois couplets le motif est présenté alternativement par tous les registres, le tempo variant d'un couplet à l'autre suivant les rencontres de Nicolette, à la fois sautillante et peureuse.
Nicolette, à la vesprée,

S'allait promener au pré,

Cueillir la pâquerette, 

la jonquille et la muguet,

Toute sautillante, toute guillerette,

Lorgnant ci, là de tous les côtés.

Rencontra vieux loup grognant,

Tout hérissé, l'œil brillant;

« Hé là ! ma Nicolette, 

viens-tu pas chez Mère-Grand? »

A perte d'haleine, s'enfuit Nicolette,

Laissant là cornette et socques blancs.

Rencontra page joli,

Chausses bleues et pourpoint gris,

« Hé là ! ma Nicolette, 

veux-tu pas d'un doux ami ? »

Sage, s'en retourna, très lentement, 

Le cœur bien marri.

Rencontra seigneur chenu,

Tors, laid, puant et ventru

« Hé là ! ma Nicolette,

veux-tu pas tous ces écus ? »

Vite fut en ses bras, bonne Nicolette

Jamais au pré n'est plus revenue.
II. Trois beaux oiseaux du Paradis
En fa mineur, dédiée à Paul Painlevé, « …des trois musiques, la plus raffinée sans doute… exquise ballade toute pleine de tendresse », la chanson est cependant inspirée par l'afflux de mauvaises nouvelles et évoque clairement la guerre. Il s'agit d'un dialogue entre l'amie d'un homme à la guerre, chantée par la soprano, et les oiseaux aux couleurs du drapeau tricolore, chantés par le ténor.
Trois beaux oiseaux du Paradis

(Mon ami z-il est à la guerre)

Trois beaux oiseaux du Paradis

Ont passé par ici.

Le premier était plus bleu que le ciel,

(Mon ami z-il est à la guerre)

Le second était couleur de neige,

Le troisième rouge vermeil.

« Beaux oiselets du Paradis,

(Mon ami z-il est à la guerre)

Beaux oiselets du Paradis,

Qu'apportez par ici ? »

« J'apporte un regard couleur d'azur

(Ton ami z-il est à la guerre) »

« Et moi, sur beau front couleur de neige,

Un baiser dois mettre, encor plus pur. »

Oiseau vermeil du Paradis,

(Mon ami z-il est à la guerre)

Oiseau vermeil du Paradis,

Que portez vous ainsi ?

« Un joli coeur tout cramoisi »

(Ton ami z-il est à la guerre)

« Ha ! je sens mon coeur qui froidit…

Emportez le aussi. »
III. Ronde
En la majeur, avec un ré dièse lydien, dédiée à Madame Paul Clemenceau (frère cadet de Georges Clemenceau), née Sophie Szeps ,« …peut-être inspirée à l'artiste alors soldat par une célèbre chanson de troupe invitant les jeunes filles à ne point aller au bois où guette Cupidon ». « Dans son étalage de science démoniaque érudite, Ravel a mêlé toutes les traditions : l'antique, la médiévale et même l'orientale », et la polyphonie se fait de plus en plus virtuose.
Les vieilles :

N'allez pas au bois d'Ormonde,

Jeunes filles, n'allez pas au bois:

Il y a plein de satyres, de centaures, de malins sorciers,

Des farfadets et des incubes,

Des ogres, des lutins,

Des faunes, des follets, des lamies,

Diables, diablots, diablotins,

Des chèvre-pieds, des gnomes, des démons,

Des loups-garous, des elfes, des myrmidons,

Des enchanteurs et des mages, des striges, des sylphes,

des moines-bourrus, des cyclopes, des djinns, 

gobelins, korrigans, nécromans, kobolds…

Ah !

N'allez pas au bois d'Ormonde,

N'allez pas au bois.

Les vieux :

N'allez pas au bois d'Ormonde,

Jeunes garçons, n'allez pas au bois :

Il y a plein de faunesses, de bacchantes et de males fées,

Des satyresses, des ogresses,

Et des babaïagas,

Des centauresses et des diablesses,

Goules sortant du sabbat,

Des farfadettes et des démones,

Des larves, des nymphes, des myrmidones,

Hamadryades, dryades, naïades, ménades,

thyades, follettes, lémures, gnomides,

succubes, gorgones, gobelines…

Ah !

N'allez pas au bois d'Ormonde,

N'allez pas au bois.

Les filles / Les garçons (les parenthèses indiquent des vers chantés simultanément avec le texte qui précède) :

N'irons plus au bois d'Ormonde,

Hélas ! plus jamais n'irons au bois.

Il n'y a plus de satyres, plus de nymphes ni de males fées.

Plus de farfadets, plus d'incubes,

Plus d'ogres, de lutins,

Plus d'ogresses,

De faunes, de follets, de lamies,

Diables, diablots, diablotins,

(De satyresses, non).

De chèvre-pieds, de gnomes, de démons,

(Plus de faunesses, non!)

De loups-garous, ni d'elfes, de myrmidons

Plus d'enchanteurs ni de mages, de striges,

de sylphes, de moines-bourrus, de cyclopes,

de djinns, de diabloteaux, d'éfrits, d'ægypans,

de sylvains, gobelins, korrigans, nécromans, kobolds ...

(De centauresses, de naïades, de thyades,

Ni de ménades, d'hamadryades, dryades, follettes,

lémures, gnomides, succubes, gorgones, gobelines)

Ah !

N'allez pas au bois d'Ormonde,

N'allez pas au bois.

Les malavisées vieilles,

Les malavisés vieux

les ont effarouchés — Ah !

## Accueil et postérité
La critique fut d'emblée très favorable. Plus tard Henri Collet écrit « sur ces trois chants dissemblables, Maurice Ravel a composé un adorable triptyque musical où il se montre le continuateur progressif des Janequin et des Costeley. Nicolette en est le premier temps « allegro moderato » ; les Trois beaux oiseaux du Paradis en constituent l'émouvant « andante ». Et la Ronde forme un finale éblouissant de verve. ».
À la mort du compositeur, l'œuvre fut comptée parmi celles de la maturité, révélant « un art de plus en plus maître de ses moyens ».
Trois beaux oiseaux du Paradis est utilisée comme générique de l'émission La Maison des bois de Maurice Pialat, qui traîte du quotidien durant la Grande guerre.

## Discographie
- Ensemble Vocal Philippe Caillard avec œuvres de Debussy, Poulenc, Milhaud, Florent Schmitt, Hindemith –  LP Erato, 1964.
- Der Rundfunkchor Stockholm dirigé par Eric Ericsson avec œuvres de Debussy, Poulenc, Badings – LP EMI, 1971.
- Modern Madrigal Singers – Les Chansons De Poulenc - Milhaud - Debussy - Ravel, LP Desto DC-6483.
- Swingle II avec œuvres de Vaughan Williams, Britten, Elgar, Debussy, Saint-Saëns, Poulenc – LP RCA Red Seal – RL 25112, 1977.
- Cambridge Singers dirigés par John Rutter, avec œuvres de Britten, Debussy et Poulenc – Hyperion CSCD509.
- Chœur de chambre Accentus dirigé par Laurence Equilbey, Chœurs profanes avec œuvres de Poulenc – CD Disques Pierre Verany PV794042, 1994, Grand prix de l'académie du disque lyrique.
- Kammerkoret Con Spirito, Helge Birkeland – Franske Stemninger, avec œuvres de Josquin des Prés, Janequin, Debussy, Poulenc, Milhaud, Messiaen, Schmitt – CD Bergen Digital Studio – BD7024CD, 1994.
- BBC Singer dirigés par Simon Joly, avec œuvres de Bach, Roland de Lassus, Mendelssohn, Delius – CD BBC Music Magazine, BBC MM125, 1994
- Maurice Ravel, Chansons avec Inva Mula, Valérie Millot, Claire Brua, Gérard Theruel, Laurent Naouri avec Histoires Naturelles, Chansons Madécasses, etc. – 2 CD Naxos 8.554176-77, 2003.
- Ensemble vocal de Stuttgart dirigé par Rupert Huber, Musique chorale française avec œuvres de Debussy, Messiaen, Jolivet, Chausson – CD Hänssler Classic, 93.055, 2003.
- Europa Chor Académie, Musique Chorale Française, avec œuvres de Absil, Poulenc, Debussy, Hindemith – CD Capriccio C67151, 2006.
- Ensemble Arsys Bourgogne dirigé par Mihály Zeke, Naissance de Vénus avec œuvres de Debussy, Poulenc, Messiaen – CD Paraty, 2018.

### Écrits de Maurice Ravel
Maurice Ravel, L'intégrale : Correspondance (1895-1937), écrits et entretiens : édition établie, présentée et annotée par Manuel Cornejo, Paris, Le Passeur Éditeur, 2018 (ISBN 978-2-36890-577-7 et 2-36890-577-4, BNF 45607052), p. 42, 232

### Monographies
- Marcel Marnat, Maurice Ravel, Paris, Fayard, coll. « Les indispensables de la musique », 1986, rééd. 1995, 828 p. (ISBN 978-2-213-59625-9), p. 427-430.
- Vladimir Jankélévitch, Ravel, Paris, Seuil, coll. « Solfèges », 1956, rééd. 1995, 220 p. (ISBN 978-2-02-023490-0 et 2-02-023490-4).
- Jules Van Ackere, Maurice Ravel, Bruxelles, Elsevier, 1957, 216 p.

### Ouvrages généraux
- Paul Pittion, La Musique et son histoire : tome II — de Beethoven à nos jours, Paris, Éditions Ouvrières, 1960.

### Articles
- Henri Collet, « La musique chez soi », Comœdia, vol. année 14, no 2622,‎ 20 février 1920, p. 2 (lire en ligne)
- Jean Marnold, « Revue de la quinzaine. Musique », Mercure de France, vol. 122, no 460,‎ 16 août 1917, p. 701 (lire en ligne, consulté le 2 janvier 2019)
- Robert Brussel, « La mort de Maurice Ravel », Le Figaro, vol. 112, no 363,‎ 29 décembre 1937 (lire en ligne, consulté le 2 janvier 2019)